# Datos transversales
Los datos transversales, o datos de corte transversal de una población de estudio, en estadística y econometría, son un tipo de datos recopilados mediante la observación de muchos sujetos (como individuos, empresas, países o regiones) al mismo tiempo, o sin tener en cuenta las diferencias en el tiempo. El análisis de los datos transversales suele consistir en comparar las diferencias entre los sujetos.
Por ejemplo, si se quiere medir los niveles actuales de obesidad en una población, podríamos tomar al azar una muestra de 1000 personas de esa población (también conocida como una sección transversal de esa población), medir su peso y estatura, y calcular qué porcentaje de esa muestra está clasificado como obeso. Esta muestra transversal nos proporciona una instantánea de esa población, en ese momento. Nótese que se desconoce, al basarse en una muestra transversal, si la obesidad está aumentando o disminuyendo; solo puede describirse la proporción actual.
Los datos transversales difieren de los datos de las series temporales, en los que se observa la misma entidad a pequeña escala o agregada en diversos momentos del tiempo. Otro tipo de datos, los datos de panel, combinan ideas de datos tanto transversales como de series temporales y analizan cómo cambian los sujetos (empresas, individuos, etc.) a lo largo del tiempo. Los datos de panel difieren de los datos transversales agrupados a lo largo del tiempo, porque se basan en observaciones sobre los mismos temas en diferentes momentos, mientras que estos últimos observan diferentes temas en diferentes períodos de tiempo. El análisis de panel utiliza los datos de panel para examinar los cambios en las variables a lo largo del tiempo y las diferencias en las variables entre los sujetos.
En una sección transversal aleatoria, tanto la presencia de un individuo en la muestra como el momento en que el individuo es incluido en la muestra se determinan al azar. Por ejemplo, una encuesta política puede decidir entrevistar a 1000 personas. Primero selecciona estos individuos al azar de entre toda la población. A continuación, asigna una fecha aleatoria a cada individuo. Esta es la fecha aleatoria en la que el individuo será entrevistado y, por lo tanto, incluido en la encuesta.
Los datos transversales pueden utilizarse en la regresión transversal, que es el análisis de regresión de los datos transversales. Por ejemplo, se puede realizar una regresión de los gastos de consumo de varios individuos en un mes fijo con respecto a sus ingresos, niveles de riqueza acumulada y sus diversas características demográficas para averiguar cómo las diferencias en esas características conducen a diferencias en el comportamiento de los consumidores.